# Festuca biformis
Festuca biformis är en gräsart som beskrevs av Jean Jacques Vetter. Festuca biformis ingår i släktet svinglar, och familjen gräs. Inga underarter finns listade i Catalogue of Life.